# La Casa della Qualità
La Casa della Qualità è uno strumento grafico di analisi per collegare le richieste dal cliente (CTC: Critical to Customer) alle caratteristiche proprie del processo che hanno impatto diretto sulla soddisfazione dell'utente (CTQ: Critical to Quality).
Tale modello è lo strumento grafico per eccellenza del Quality Function Deployment ed è principalmente utilizzato nella fase di "Define" della procedura di problem solving tipica del Sei Sigma, ovvero il DMAIC (Define, Measure, Analyze, Improve e Control). Per mezzo di tale attività è quindi possibile ribaltare direttamente sulle variabili di processo le esigenze dei clienti, focalizzandosi su quelle che meritano maggiore attenzione e strutturando la propria azione secondo priorità di intervento.

## Fasi
Questo strumento può essere costruito attraverso i seguenti passaggi:
1. Creare una matrice causa-effetto (sfruttando ad esempio un diagramma di Ishikawa);
2. Riportare sulle righe le CTC;
3. Riportare sulle colonne le CTQ;
4. Inserire nel tetto le valutazioni circa l'interazione tra CTQ;
5. Effettuare una valutazione di competitività delle CTC rispetto ai concorrenti;
6. Effettuare una valutazione tecnica delle CTQ rispetto ai concorrenti;
7. Attribuire un peso alle voci delle CTQ;
8. Ricavare un punteggio di rilevanza.